# Antispilina ludwigi
Antispilina ludwigi är en fjärilsart som beskrevs av Erich Martin Hering 1941. Antispilina ludwigi ingår i släktet Antispilina och familjen hålmalar, (Heliozelidae). Inga underarter finns listade i Catalogue of Life.